# Sterven in Beiroet

De ligging van Libanon in het Midden-Oosten.

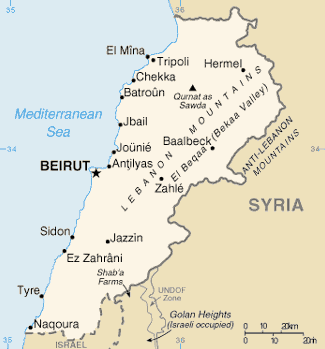
Een overzichtskaart van Libanon.

Sterven in Beiroet is een spionageroman van auteur Gérard de Villiers en is het 26e deel uit de S.A.S.-reeks met als protagonist de Oostenrijkse prins en freelance CIA-agent Malko Linge.

## Het verhaal
De Verenigde Staten staan op het punt een zeer lucratief contract met de Chinezen te sluiten betreffende de verkoop van Amerikaanse vliegtuigen. Khalil Jezzine, een Libanese handelaar vervult de belangrijkste schakel in de transactie: Jezzine geniet het volledige vertrouwen van de Chinezen.
De transactie staat op het punt formeel bekrachtigd te worden.
De Sovjet-Unie is echter een geduchte concurrent waarmee men rekening dient te houden. En zij schuwt zelfs draconische maatregelen niet.
Om het onderhandelingsproces tussen de Verenigde Staten en China te beïnvloeden brengt de KGB twee broers van Jezzine om. Malko wordt door de CIA naar Beiroet gezonden om Jezzina te beschermen en alles in het werk te stellen dat de verkoopcontracten gesloten worden.

## Personages
- Malko Linge, een Oostenrijkse prins en CIA-agent;
- Khalil Jezzine, een Libanese handelaar.